# Opal
Opal je poldragi kamen, amorfna oblika kremenice, ki vsebuje različne količine vode. Pri sorazmerno nizkih temperaturah se izloča iz vode, ki vsebuje kremenico in se pojavlja v razpokah v magmatskih kamninah ter v gomoljih v sedimentnih kamninah. 
Opal je sorazmerno mehak kamen, ki se hitro poškoduje, posebej pa mu škodi tudi voda, saj ob stiku z njo potemni in izgubi lesk. Za opale je značilno mavrično prelivanje barv, ki obsegajo modre, rdeče, zelene in oranžne odtenke. Poznamo tri podskupine opalov; bele, črne in ognjene. Za ognjeni opal je značilno, da ne preliva barv temveč je enotne rumene barve.
Najpomembnejša nahajališča opalov danes so v Avstraliji, v državah Queensland in Novi Južni Wales ter v Mehiki, Hondurasu in v ZDA, v zvezni državi Nevada. V Evropi so najstarejša nahajališča opalov na Madžarskem.